# Mersin
Mersin – miasto w południowej Turcji, nad Morzem Śródziemnym. Jest stolicą prowincji Mersin (dawniej İçel) Przetwórstwo ropy naftowej; przemysł chemiczny, włókienniczy, olejarski, mineralny; montownia samochodów ciężarowych; port handlowy i pasażerski (promy na Cypr).
Pierwsze osady na wybrzeżu, gdzie współcześnie znajduje się miasto, zostały założone w IX tysiącleciu p.n.e.
W trakcie II wojny światowej w miejscowym kościele pod wezwaniem św. Antoniego Padewskiego zatrzymali się żołnierze Armii Polskiej na Wschodzie. W geście wdzięczności za gościnę wykonali witraż ukazujący Matkę Boską Jasnogórską.
W Mersin znajduje się uniwersytet założony w 1992 roku, na którym studiuje ok. 15 000 osób.
W 2013 roku w Mersin odbyły się 17. Igrzyska Śródziemnomorskie.
W mieście rozwinął się przemysł włókienniczy, chemiczny, materiałów budowlanych, spożywczy, rafineryjny oraz samochodowy.

## Miasta partnerskie
- Kushimoto, Japonia
- Latakia, Syria